# Раймундо Андуеса Паласіо
Раймундо Ігнасіо Андуеса Паласіо (ісп. Raimundo Andueza Palacio; 6 лютого 1846 — 17 серпня 1900) — юрист, військовий, політик, президент Венесуели (1890—1892), член Ліберальної партії.

## Біографія
Народився в Гуанаре, у штаті Португеса, 6 лютого 1846 року. Був сином Раймундо Андуеси та Кароліни Паласіо. 1861 року здобув ступінь бакалавра філософії. Займав посаду секретаря президента Хуана Крісостомо Фалькона 1866 року. Вивчав право в Центральному університеті Венесуели. 1874 року став юристом Верховного суду, а згодом здобув ступінь доктора юриспруденції. Між 1873 та 1876 роками мав місце депутата в Національному конгресі від штату Арагуа.
Окрім того, він був головою Конгресу (1876) та міністром закордонних справ (1877). Андуеса Паласіо навіть очолював виконавчу владу під час відсутності президента Франсіско Лінареса Алькантара; також був сенатором від штату Португеса, міністром держмайна й кандидатом на пост президента у 1879–1881 роках.
1879 року став членом Адміністративної ради. Окрім того, посідав місце сенатора 1880 та з 1886 до 1889 року. Пізніше працював федеральним консультантом штату Самора, а також був членом Федеральної ради від того ж штату.
Раймундо Андуесу Паласіо було обрано на президентський пост 7 березня 1890 року. Відповідно до чинної на той час конституції термін його президентства мав завершитись 20 лютого 1892 року. Втім, Андуеса планував проведення конституційної реформи, яка б збільшила термін його повноважень ще на два роки. Ці плани спричинили так звану Революцію Легаліста на чолі з Хоакіном Креспо. У світлі такої ситуації Андуеса вирішив залишити країну, це добровільне вигнання тривало шість років. Коли Хоакін Креспо помер у квітні 1898 року, Андуеса повернувся на батьківщину та став міністром закордонних справ у першому кабінеті Чіпріано Кастро.
Помер у Каракасі 17 серпня 1900 року.